# Alison Nicholas
Pour les articles homonymes, voir Nicholas.
Alison Nicholas, née le 6 mars 1962 à Gibraltar, est une golfeuse anglaise.

## Biographie
Ancienne joueuse de golf, britannique, elle a remporté deux titres majeurs, l'Open britannique en 1987, année où il n'était encore considéré comme un Majeur que sur le circuit européen, et l'U.S. Open en 1997.
Sur le circuit, qu'elle a rejoint dès sa première année de professionnelle en 1984, elle a terminé à quinze reprises dans le Top 10 du classement des gains, les quinze sur les seize saisons de la période 1985-2000. Son meilleur classement est la première place obtenue en 1997.
Elle a également évolué sur le circuit américain où elle a remporté quatre victoires, dont sa victoire en 1997.
Elle a également participé aux cinq premières éditions de la Solheim Cup, compétition, où elle a souvent été associé à Laura Davies. En 2003, elle est nommée vice-capitaine de la Suédoise Catrin Nilsmark lors d'une édition remportée par l'Europe sur le score de 17 ½ à 10 ½. En 2007, elle est désignée capitaine de l'équipe européenne pour la Solheim Cup 2009.

## Distinction personnelle
- Élue membre de l'Ordre de l'Empire britannique en 1998
- Élue membre à vie du Circuit Européen